# المشاركة النسائية الكويتية في الألعاب الأولمبية الصيفية
انطلقت الألعاب الأولمبية الصيفية لأول مرة عام 1896 في أثينا، لكن مشاركة الكويت في الألعاب قد تأخرت 72 عامًا حتى دورة 1968 في لوس أنجلوس. أما الظهور النسائي فبدأ بعد ذلك بـ36 عامًا، أي بعد انطلاق الألعاب لأول مرة ب104 عام، حيث مُثِّلت المرأة الكويتية لأول مرة في الأولمبياد في دورة أثينا 2004 بمشاركة دانة النصر الله في ألعاب القوى . ثم غابت المرأة الكويتية في الدورة التالية في بكين، لتعود في دورة لندن 2012 من خلال مشاركة السبّاحة فاي حسين والرامية مريم أرزوقي.

## أثينا 2004
الظهور الأول للمرأة الكويتية في الأولمبياد من خلال مشاركة العداءة دانة النصر الله والتي كانت أصغر أعضاء البعثة الكويتية بعمر 16 عامًا و167 يومًا.
| الرياضيّة        | الحدث | التمهيدي | التمهيدي | ربع النهائي | ربع النهائي | نصف النهائي | نصف النهائي | النهائي  | النهائي  |
| الرياضيّة        | الحدث | النتيجة  | الترتيب  | النتيجة     | الترتيب     | النتيجة     | الترتيب     | النتيجة  | الترتيب  |
| --------------- | ----- | -------- | -------- | ----------- | ----------- | ----------- | ----------- | -------- | -------- |
| دانه النصر الله | 100 م | 13.92    | 8        | لم تتأهل    | لم تتأهل    | لم تتأهل    | لم تتأهل    | لم تتأهل | لم تتأهل |

## لندن 2012
بعد غيابها عن ألعاب بكين 2008، عادت المرأة الكويتية هذه المرة في رياضتين جديدتين؛ وهما الرماية بمشاركة مريم أرزوقي، والسباحة بمشاركة فاي سلطان. وكانت فاي هي أصغر أعضاء الوفد الكويتي في الدورة بعمر 17 عامًا و288 يومًا.

### الرماية
| الرياضيّة    | الحدث               | التصفيات | التصفيات | النهائي  | النهائي  |
| الرياضيّة    | الحدث               | النقاط   | الترتيب  | النقاط   | الترتيب  |
| ----------- | ------------------- | -------- | -------- | -------- | -------- |
| مريم أرزوقي | 50 متر مسدس 3 أوضاع | 564      | 44       | لم تتأهل | لم تتأهل |
| مريم أرزوقي | 10 م مسدس هواء      | 393      | 28       | لم تتأهل | لم تتأهل |

### السباحة
| الرياضيّة | الحدث      | التصفيات | التصفيات | نصف النهائي | نصف النهائي | النهائي  | النهائي  |
| الرياضيّة | الحدث      | الوقت    | الترتيب  | الوقت       | الترتيب     | الوقت    | الترتيب  |
| -------- | ---------- | -------- | -------- | ----------- | ----------- | -------- | -------- |
| فاي حسين | 50 متر حرة | 27.92    | 48       | لم تتأهل    | لم تتأهل    | لم تتأهل | لم تتأهل |

## إحصائيات

### اللاعبات
| م | الاسم           | الرياضة         | العمر عند أول مشاركة | الدورات | عدد الدورات |
| - | --------------- | --------------- | -------------------- | ------- | ----------- |
| 1 | دانة النصر الله | ألعاب قوى - عدو | 16                   | 2004    | 1           |
| 2 | مريم أرزوقي     | الرماية         | 25                   | 2012    | 1           |
| 3 | فاي حسين        | السباحة         | 17                   | 2012    | 1           |

### الرياضات
| الرياضة         | عدد اللاعبات | الدورات | الدورات | عدد الدورات |
| الرياضة         | عدد اللاعبات | 2004    | 2012    | عدد الدورات |
| --------------- | ------------ | ------- | ------- | ----------- |
| ألعاب قوى - عدو | 1            | √       |         | 1           |
| الرماية         | 1            |         | √       | 1           |
| السباحة         | 1            |         | √       | 1           |
| المجموع         | 3            | 1       | 2       | 2           |

### الدورات
| الدورة | عدد السيدات من الكويت | عدد السيدات من كل الدول | نسبة التمثيل النسائي الكويتي | عدد الرجال من الكويت | نسبة التمثيل النسائي في البعثة الكويتية |
| ------ | --------------------- | ----------------------- | ---------------------------- | -------------------- | --------------------------------------- |
| 2004   | 1                     | 4611                    | 0.00022%                     | 10                   | 9.09%                                   |
| 2012   | 2                     | 4655                    | 0.00043%                     | 8                    | 20%                                     |